# Servizio pubblico federale bilancio e controllo di gestione
Il Servizio pubblico federale bilancio e controllo di gestione (SPF B&CG) (in francese: Service public fédéral Budget et Contrôle de la gestion, in olandese: Federale overheidsdienst Beleid en Ondersteuning, in tedesco: Föderaler Öffentlicher Dienst Budget und Management-Kontrolle) è un servizio pubblico federale parte del governo federale del Belgio, il cui compito è di assistere il ministro del bilancio e il governo federale nell'elaborazione, sviluppo e attuazione delle scelte di politica di bilancio (Budget Support Services e Macro Budget). Questa strategia deve rispettare gli impegni internazionali del Belgio ed essere parte del quadro istituzionale dello stato federale. È stato creato da Decreto Reale il 15 maggio 2001, come parte dei piani del governo Verhofstadt I per modernizzare l'amministrazione federale
Come servizio pubblico federale orizzontale, il SPF B&CG deve essere un interlocutore privilegiato per gli altri SPF, i servizi di programmazione pubblica (SPP), le agenzie pubbliche federali e le istituzioni di sicurezza sociale pubblica.
Il SPF B&CG sta inoltre lavorando all'implementazione graduale del controllo di gestione in quanto sarà organizzata dalle parti interessate (Service Management Support).
Il SPF B&CG supporta il SPF e il SPP nella gestione di un sistema di contabilità affidabile per gestire l'intero ciclo finanziario (Federal Accountancy Service). Il supporto metodologico è offerto anche alle organizzazioni federali per l'attuazione di una politica di integrità (Ufficio di etica e Deontologia amministrativa).
Al fine di raggiungere la sua missione, il SPF B&BG sviluppa, nelle sue aree di competenza, un centro di competenza per supportare i servizi pubblici federali. Questa condivisione di conoscenze e competenze è ottenuta attraverso lo scambio di know-how in vari forum e reti o la fornitura di informazioni e buone pratiche in un ambiente internet di facile accesso.
Il SPF B&CG opera in un ambiente che utilizza il concetto di "servizi condivisi" per i suoi servizi di supporto. L'utilizzo delle risorse è ottimizzato e le competenze sono condivise con i SPF orizzontali associati.

## Ministri del bilancio
- Hervé Jamar è ministro del bilancio, responsabile della Lotteria nazionale (ottobre 2014).
- dicembre 2011 - ottobre 2014 Olivier Chastel, ministro del bilancio e semplificazione amministrativa
- dicembre 2008 - dicembre 2011 Melchior Wathelet, Segretario di Stato al Bilancio aggiunto al Primo Ministro Herman Van Rompuy e poi al Ministro del Bilancio Guy Vanhengel e al Commissario governativo Guido De Padt
- marzo 2008 - dicembre 2008 Melchior Wathelet, Segretario di Stato per il bilancio e le politiche familiari
- dicembre 2007 - marzo 2008 Yves Leterme, ministro del bilancio, della mobilità e delle riforme istituzionali
- ottobre 2005 - dicembre 2007 Freya Van den Bossche, Vice Primo Ministro, Ministro del bilancio e della tutela dei consumatori
- luglio 1999 - ottobre 2005 Johan Vande Lanotte, vice primo ministro, ministro del bilancio e dell'integrazione sociale